# Snowshoe Thompson
John Albert Thompson, geboren als Jon Torsteinson Rue en beter bekend onder zijn bijnaam Snowshoe Thompson (Tinn, 30 april 1827 – Alpine County, 15 mei 1876), was een Noors-Amerikaans rancher en postbode. Hij staat bekend als de grondlegger van de skitraditie in Californië.

## Biografie
Thompson werd geboren op de familieboerderij in Telemark (Noorwegen). Op tienjarige leeftijd emigreerde hij met zijn moeder naar de Verenigde Staten. Ze vestigden zich achtereenvolgens in Illinois, Missouri, Iowa en Wisconsin. In 1851 dreef Thompson een kudde schapen naar Californië. Hij settelde zich in Placerville, in volle Californische goldrush. Hij was kortstondig aan de slag als mijnwerker, tot hij genoeg gespaard had om een kleine ranch te kopen in de Sacramento Valley. Vanaf 1860 had hij een ranch in de Diamond Valley in het oosten van Alpine County. Hij leefde er met zijn Engels-Amerikaanse echtgenote en hun zoon.
'Snowshoe' Thompson dankt zijn naam en bekendheid aan zijn rol als postbode in het onherbergzame Sierra Nevada-gebergte van 1856 tot 1876. Thompson bestelde de post tussen Placerville en Genoa en later Virginia City. Dat deed hij op Noorse langlaufski's. Thompson werd een lokale beroemdheid omwille van zijn snelle oversteek in het soms gevaarlijke hooggebergte, maar ook omwille van zijn doorzettingsvermogen en altruïsme. Hij werd nooit vergoed voor zijn inspanningen.
Van 1868 tot 1872 zetelde Thompson in de Board of Supervisors van Alpine County. In 1871 was hij afgevaardigde op het Republikeinse partijcongres in Sacramento.
Thompson overleed aan de gevolgen van appendicitis en longontsteking in 1876. Hij ligt begraven in Genoa.